# Park Chan-wook
Park Chan-wook (coreeană: 박찬욱; n. 23 august 1963, Seul, Coreea de Sud) este un regizor, scenarist, producător și fost critic de film sud-coreean. Unul dintre cei mai apreciați și mai populari cineaști din țara sa, Park este cunoscut pe plan internațional pentru filmele sale Setea, Slujnica și ceea ce avea să devină The Vengeance Trilogy – Sympathy for Mr. Vengeance (2002), Oldboy (2003) și Lady Vengeance (2005). Peliculele sale se remarcă prin cinematografia impecabilă, umorul negru și abordarea subiectelor brutale.

## Filmografie

### Lungmetraje
| An   | Film                           | Creditat ca | Creditat ca | Creditat ca |
| An   | Film                           | Regizor     | Scenarist   | Producător  |
| ---- | ------------------------------ | ----------- | ----------- | ----------- |
| 1992 | The Moon Is... the Sun's Dream | Da          | Da          | Nu          |
| 1997 | Trio                           | Da          | Da          | Nu          |
| 2000 | Anarchists                     | Nu          | Da          | Nu          |
| 2000 | Joint Security Area            | Da          | Da          | Nu          |
| 2001 | The Humanist                   | Nu          | Da          | Nu          |
| 2002 | Sympathy for Mr. Vengeance     | Da          | Da          | Nu          |
| 2002 | A Bizarre Love Triangle        | Nu          | Da          | Nu          |
| 2003 | Oldboy                         | Da          | Da          | Nu          |
| 2005 | Lady Vengeance                 | Da          | Da          | Nu          |
| 2005 | Boy Goes to Heaven             | Nu          | Da          | Nu          |
| 2006 | I'm a Cyborg, But That's OK    | Da          | Da          | Da          |
| 2008 | Crush and Blush                | Nu          | Da          | Da          |
| 2009 | Thirst                         | Da          | Da          | Da          |
| 2013 | Stoker                         | Da          | Nu          | Nu          |
| 2013 | Snowpiercer                    | Nu          | Nu          | Da          |
| 2016 | The Handmaiden                 | Da          | Da          | Da          |

### Scurtmetraje
| An                                                | Film                                                     | Creditat ca | Creditat ca | Creditat ca |
| An                                                | Film                                                     | Regizor     | Scenarist   | Producător  |
| ------------------------------------------------- | -------------------------------------------------------- | ----------- | ----------- | ----------- |
| 1999                                              | Judgement                                                | Da          | Da          | Da          |
| 2003                                              | If You Were Me (segmentul „Never Ending Peace and Love”) | Da          | Da          | Nu          |
| 2004                                              | Three... Extremes (segmentul „Cut”)                      | Da          | Da          | Nu          |
| 2011                                              | Night Fishing                                            | Da*         | Da          | Da          |
| 2011                                              | 60 Seconds of Solitude in Year Zero (segment)            | Da          | Da          | Nu          |
| 2013                                              | Day Trip                                                 | Da*         | Da          | Nu          |
| 2013                                              | V (videoclip muzical pentru Lee Jung-hyun)               | Da*         | Da          | Nu          |
| 2014                                              | A Rose Reborn                                            | Da          | Da          | Nu          |
| *Regizat împreună cu fratele lui, Park Chan-kyong |                                                          |             |             |             |

## Premii
| An   | Premii                                           | Categorie                      | Film           | Rezultat     |
| ---- | ------------------------------------------------ | ------------------------------ | -------------- | ------------ |
| 2016 | Premiile Buil                                    | Cel mai bun film               | The Handmaiden | Nominalizare |
| 2016 | Premiile Buil                                    | Cel mai bun regizor            | The Handmaiden | Nominalizare |
| 2016 | Festivalul de Film de la Cannes                  | Palme d'Or                     | The Handmaiden | Nominalizare |
| 2016 | Festivalul de Film de la Cannes                  | Queer Palm                     | The Handmaiden | Nominalizare |
| 2016 | Festivalul de Film de la Ierusalim               | Cel mai bun film internațional | The Handmaiden | Nominalizare |
| 2016 | Festivalul Internațional de Film de la Melbourne | Cel mai popular lungmetraj     | The Handmaiden | 2            |
| 2016 | Festival de Cine Fantàstic                       | Marele premiu al publicului    | The Handmaiden | Câștigat     |